# Jordbruk

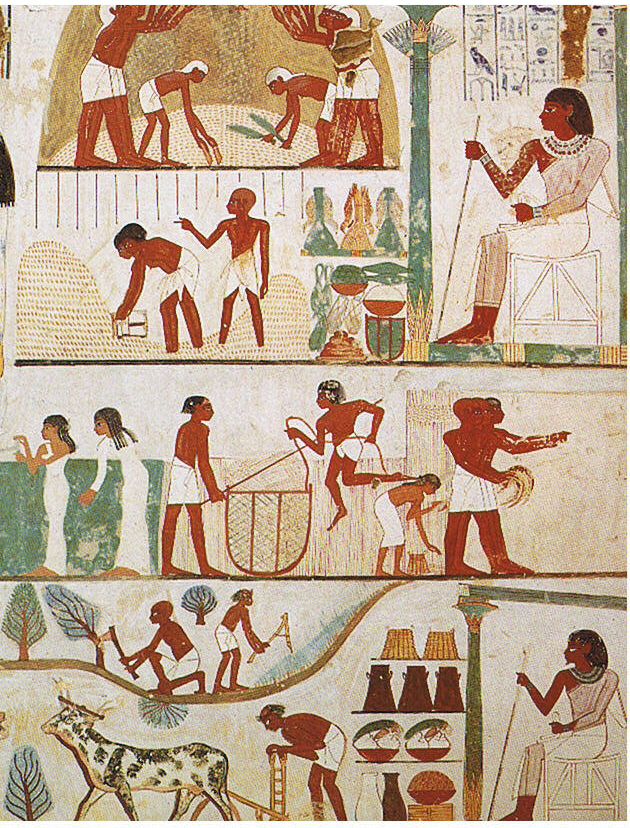
Jordbruksscener från antika Egypten. 1500-talet f.Kr.

Två oxar drar ett lass med havre, tidigt 1900-tal.

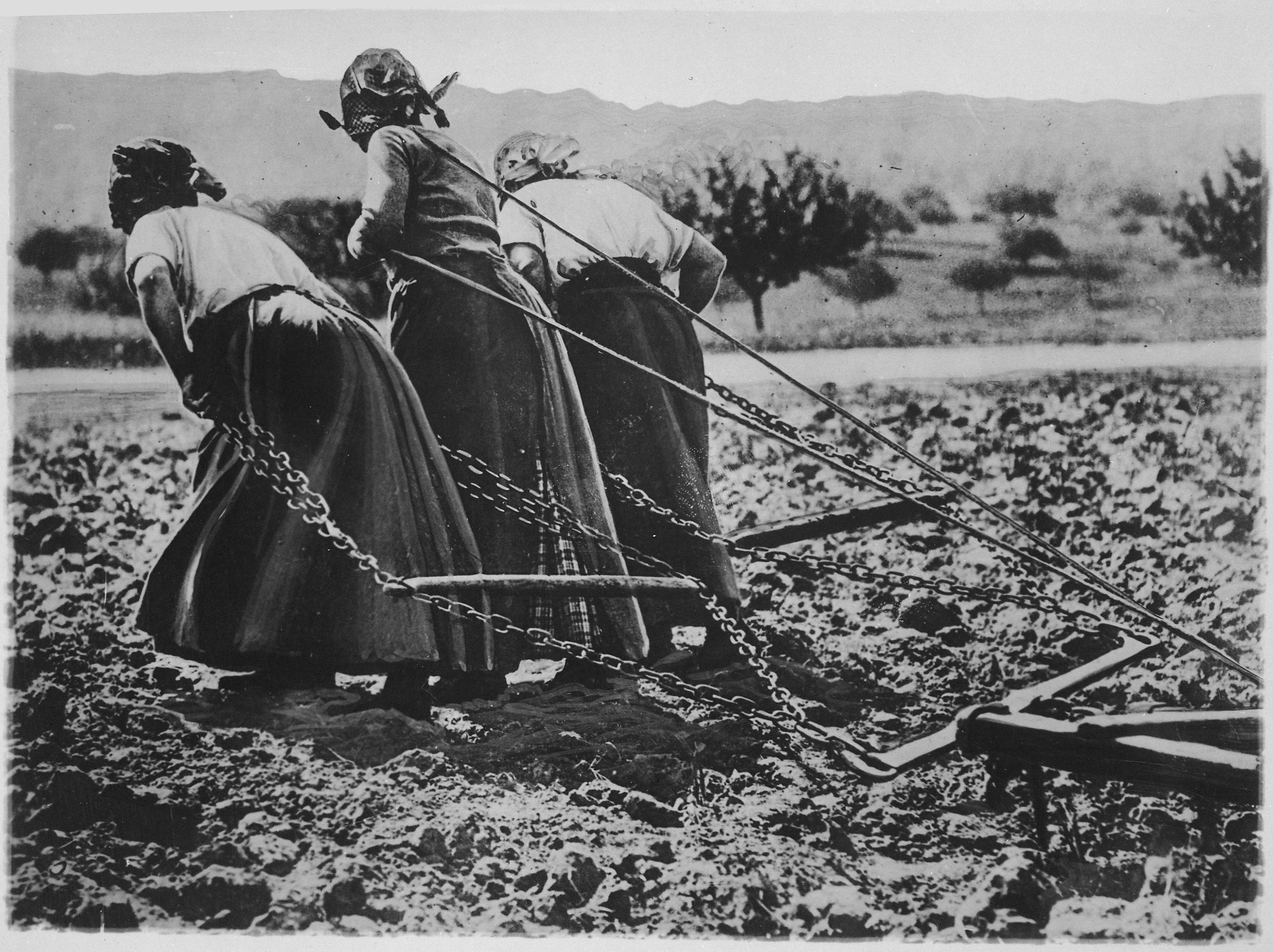
Franska kvinnor brukar jorden, cirka 1917-1920.

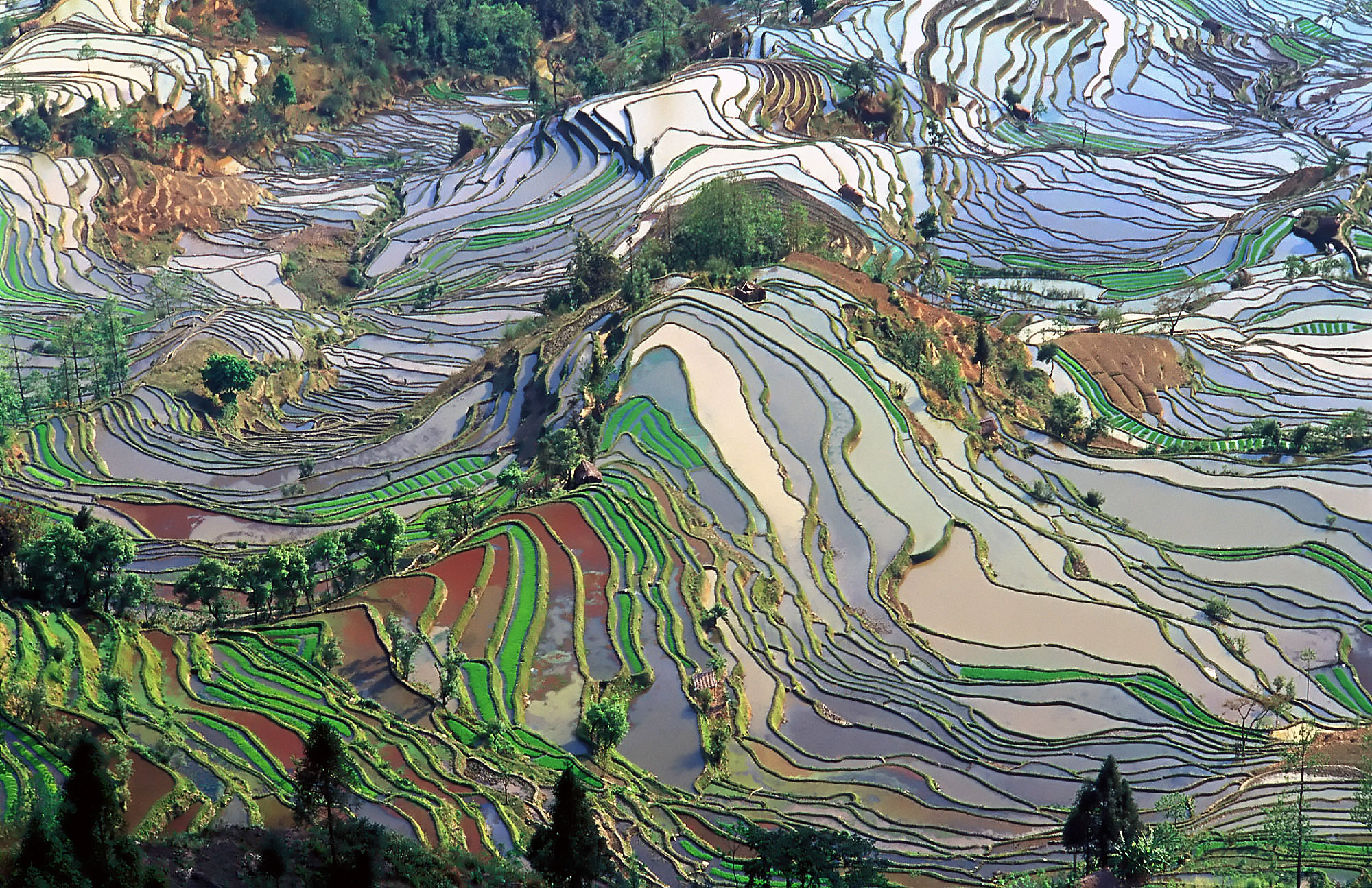
Terrasser i Yunnan-provinsen i Kina.

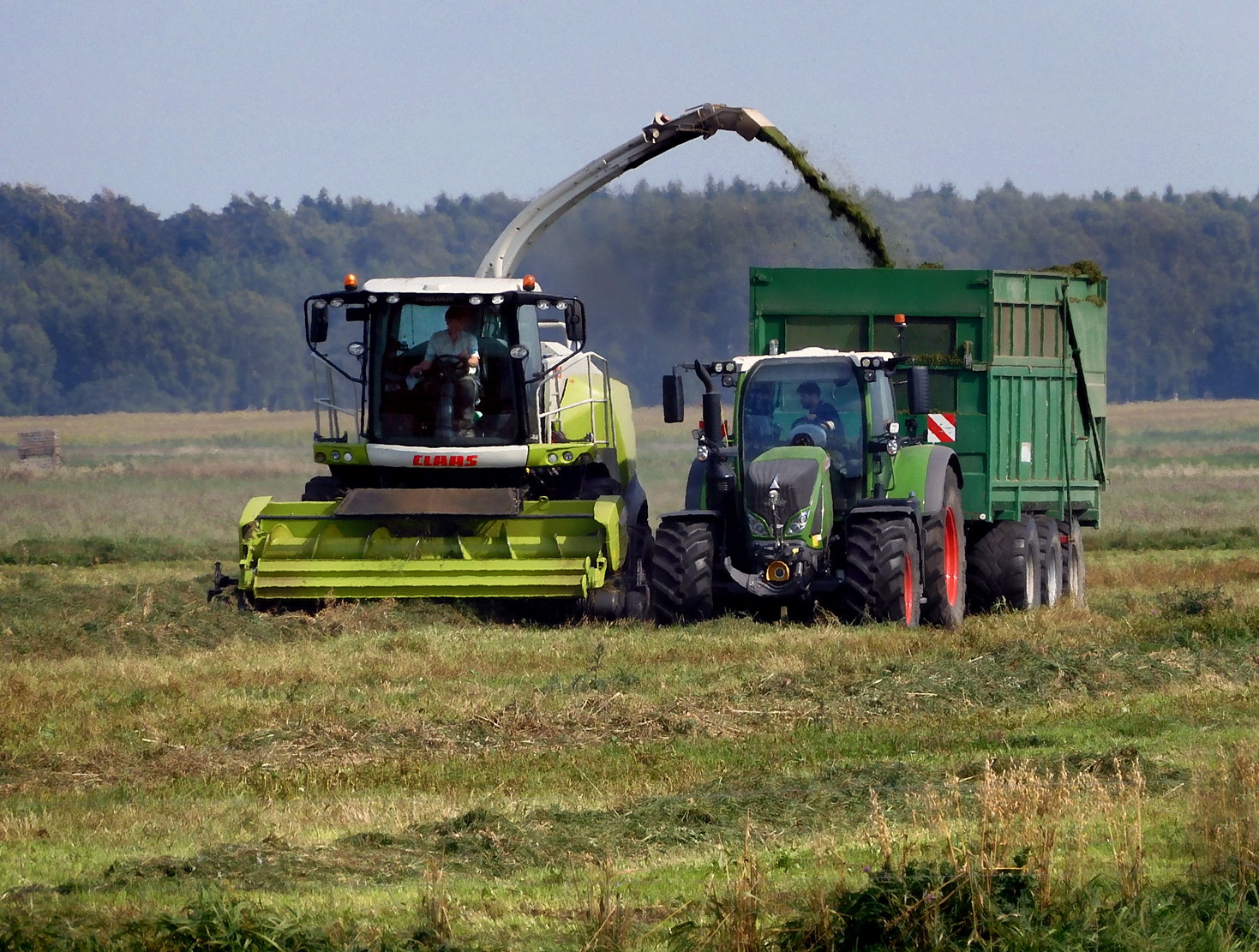
En fälthack och fältvagn tar upp vallväxter till ensilage på Öja mosse i Ystad 2021.

Jordbruk (mindre brukligt: agrikultur) är människans nyttjande av mark genom bearbetning av åkrar och betesmark i syfte att producera livsmedel, djurfoder samt råvaror för energi- eller industriändamål. Ofta kombineras egentligt jordbruk, det vill säga växtodling och boskapsskötsel, med skogsbruk och benämns då lantbruk.
Sådd är en fas i odling då utsädet sätts i jorden.

## Jordbrukets historia
Det är svårt att skilja på födoinsamling och jordbruk. De äldsta kvarlämningarna av förädlade grödor kommer från 9000-talet f.Kr. Vete, råg och flera andra viktiga grödor härstammar från Mellanöstern, och odlades i stor skala i Bördiga halvmånen och Nildalen.
Några viktiga framsteg i jordbrukets historia är plogen, växelbruket, traktorn och täckdiket.
Jordbruket tog en viktig vändpunkt när boskapsdjur började användas i arbetet. Tidigare hade människorna endast brukat jorden med hjälp av handkraft.

## Jordbruk i världen

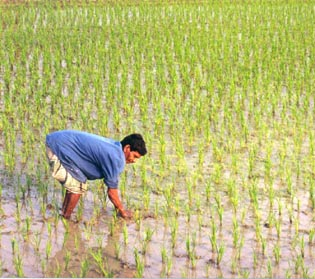
Risodling för hand i Bangladesh.

I dag finns stora skillnader i hur jordbruket ser ut i olika delar av världen. I stora delar av tredje världen lever de flesta människor i självhushåll (subsistensjordbruk), medan jordbruket i OECD-länderna är mekaniserat och sysselsätter ett par procent av befolkningen. Se FAO.

### EU
Se även Gemensamma jordbrukspolitiken.

## Typer av jordbruk

### Spannmålsodling

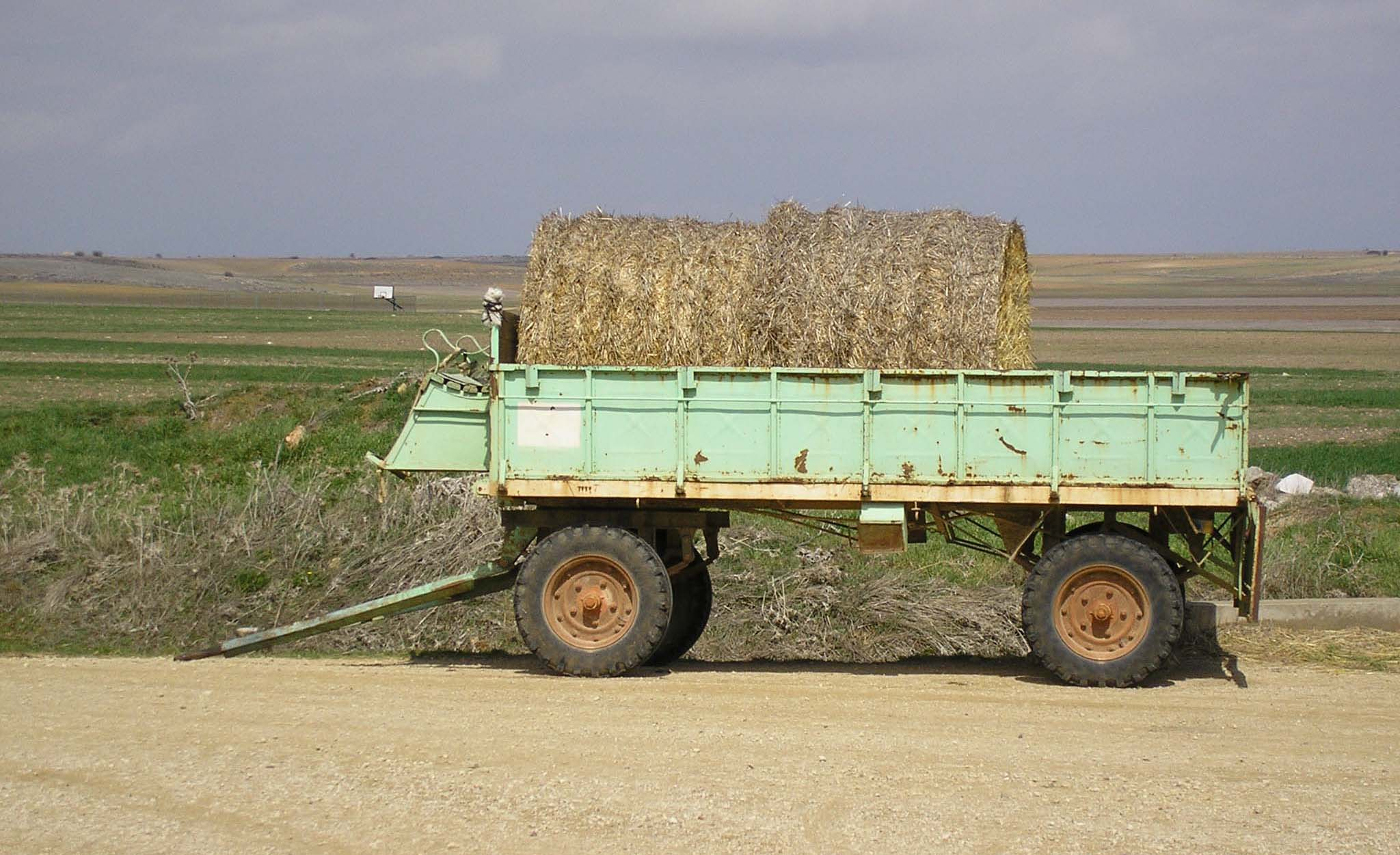
Traktorvagn med halm.

Spannmål (sädesslag, ceralier), som vete, råg, korn, havre, rågvete, ris och hirs är de mest odlade grödorna och de livsmedel som bidrar mest till energiinnehållet i vår mat. På världsplan står spannmål för 46 procent av födans energiinnehåll. Spannmål är en beteckning på frö från gräsväxter men frö av bovete och quinoa/mjölmålla, som är  örter, används på samma sätt och kallas därför pseudosädesslag.

### Djurskötsel
De viktigaste boskapsdjuren är nötkreatur, svin, får och getter. Dessa föds upp i hela världen.

### Blandjordbruk
Blandjordbruk producerar både växt- och köttprodukter. Man odlar grödor på åkrarna och håller djuren inomhus. Eftersom djuren står främst inomhus behöver de inte så stora ytor. Blandjordbruk har ofta grisar och kor som sedan slaktas och blir nötkött och svinkött som säljs i affärerna.

### Plantagebruk
En plantage är ett jordbruk där man odlar avsalugrödor i monokulturer. Från 1600- till 1800-talet odlades bomull och tobak på plantager i Amerika och Västindien av europeiska kolonisatörer, medan man i Afrika odlade kaffe och kakao och i Asien te och gummiträd i stor skala. Beteckningen plantage används även för trädgårdskulturer i nordligare länder, till exempel fruktplantager.

### Ekologiskt jordbruk
Ekologiskt jordbruk är en form av jordbruk som förlitar sig på förvaltande av ekosystem och strävar efter att minska eller helt avstå från att tillföra material, särskilt viktigt är det att inte tillföra konstgjorda ämnen, som handelsgödsel eller kemiska bekämpningsmedel. Ekologiskt jordbruk tenderar att ha lägre intensitet än konventionellt jordbruk. Det är ett förhållningssätt som ser till helheten och avser att åstadkomma ekosystem som kan fortleva mycket länge (hållbart jordbruk), en mångfald av arter (biodiversitet) och levande ekosystem i jorden (matjorden).

### Kollektivjordbruk
Kollektivjordbruk är ett jordbruk där jorden ägs, arrenderas, eller brukas av ett arbetarkollektiv. Exempel kan vara kibbutzer eller kolchoser, men även andra former finns.

### Svedjebruk
Svedjebruk innebär att ett skogsområde fälls och bränns för att tillfälligt användas för odling och bete som ett led i växelbruk. Askan används som gödselmedel och markytan bearbetas innan sådd eller plantering. Det är en ekologisk, men ineffektiv produktionsform som främst finns kvar i tropiska regnskogsområden, där man odlar grönsaker, rotfrukter, majs, bönor, banan, maniok och jams i liten skala. Allt eftersom regnskogarna minskar i utbredning  försvinner även svedjebruket.

## Miljöpåverkan
Jordbruksmark tar i dag upp en stor del av jordens yta och påverkar miljön på flera sätt. Jordbruk är den enskilt största miljöförstörande faktorn bland annat genom erosion, övergödning, bekämpningsmedel, köttproduktion, global uppvärmning och markavvattning.
Man räknar med att cirka 26 procent av världens utsläpp av växthusgaser kommer från jordbruk. Utsläppen är bland annat lustgas och koldioxid som frigörs från åkermark och mulljordar, metangas från köttdjur, växthusgas som frigörs från gödsel och åkermarkskalkning samt koldioxid från jordbruksmaskiner och transporter.

### Miljövänligare metoder
Nya teknologier har möjliggjort miljövänligare sätt att bruka jord med hjälp av data. Dessa metoder kallas ofta precisionsodling. Lantbrukaren använder då sensorer för att mäta kvävebehov, mängden ogräs och vattenbehov. Sedan genereras filer som sätts in i traktorn och varierar utspridningen av kväve, växtskydd och vatten efter behoven i odlingen. Precisionsodling kan på så sätt minimera spill i odlingen.